# Een vuurplaats in steen
Een vuurplaats in steen (The Shelters of Stone), uitgegeven in april 2002), is het vijfde boek van de serie De Aardkinderen van de Amerikaanse schrijfster Jean M. Auel.

## Introductie
De reeks speelt zich af tijdens een laat deel (35.000 tot 25.000 jaar geleden) van de laatste ijstijd, het Weichselien, op verschillende locaties in het deel van Europa dat niet bedekt is met gletsjers. Het beschrijft voornamelijk het leven van hoofdrolspeelster Ayla, een cro-magnonvrouw die opgroeit bij een groep neanderthalers.

## Verhaal
Na een gevaarlijke reis over de grote gletsjer, bereiken Ayla en Jondalar eindelijk het land van de Zelandoniërs. Aldaar worden ze met open armen ontvangen door de moeder van Jondalar, Marthona. Echter niet iedereen is blij met komst van Ayla, er is ook sprake van afgunst en wantrouwen bij een deel van de grotbewoners.
Auel situeert de "Negende Grot van de Zelandoniërs" ter plaatse van de huidige Logerie Haute abri (schuilplaats onder overhangende rots) langs de rivier de Vézère, nabij Les Eyzies in Frankrijk.
Deel 1: De stam van de holenbeer · Deel 2: De vallei van de paarden · Deel 3: De mammoetjagers · Deel 4: Het dal der beloften · Deel 5: Een vuurplaats in steen · Deel 6: Het lied van de grotten